# ريتشارد بيندر
ريتشارد بيندر (بالإنجليزية: Richard Binder)‏ هو عسكري أمريكي، ولد في 26 يوليو 1839 في فيلادلفيا في الولايات المتحدة، وتوفي في 26 فبراير 1912.